# Dulcé Sloan
Dulcé Lazaria Sloan, född 4 juli 1983 i Miami, är en amerikansk komiker.
Sedan 2017 är hon en återkommande korrespondent i The Daily Show.

## Biografi
Dulcé Sloan föddes i Miami i Florida och växte upp i Atlanta i Georgia. Hon har en examen i teater från Brenau University.
Hon inledde sin karriär inom standup 2009 och efter flera TV-framträdanden fick hon 2017 en roll som en av de humoristiska korrespondenterna i The Daily Show. År 2020 hade hon en av rollerna i långfilmen Chick Fight.